# Fontenu

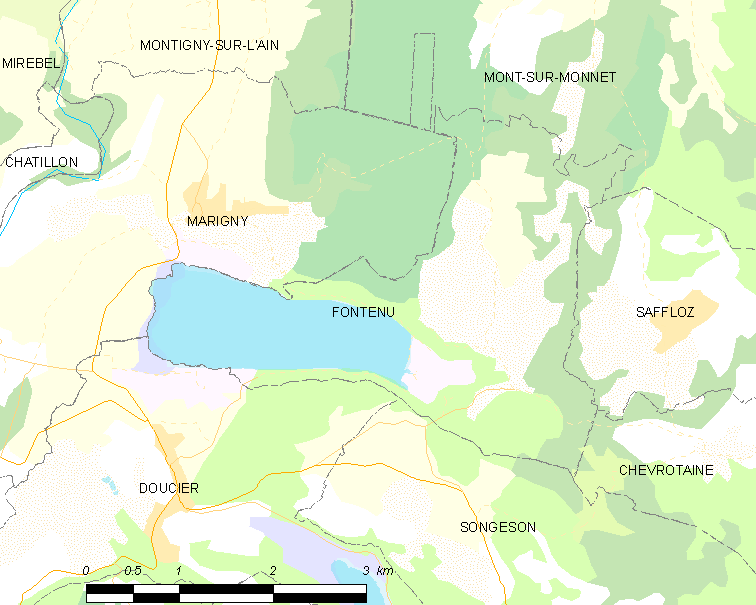

Fontenu ist eine Gemeinde im französischen Département Jura in der Region Bourgogne-Franche-Comté.

## Geographie
Fontenu liegt auf 594 m, etwa 20 Kilometer östlich der Stadt Lons-le-Saunier (Luftlinie). Das Bauerndorf erstreckt sich im Jura, auf dem Hochplateau von Champagnole zwischen der Combe d’Ain im Westen und den Ketten des Hochjuras im Osten, oberhalb des Lac de Chalain finden sich an den Seen von Chalain und Clairvaux eine für diese Region einzigartige Konzentration neolithischer Seeufersiedlungen.
Die Fläche des 6,71 km² großen Gemeindegebiets umfasst einen Abschnitt des französischen Juras. Der östliche Teil des Gebietes wird vom Hochplateau von Champagnole eingenommen, das durchschnittlich auf 600 m liegt. Diese leicht gewellte Hochfläche zeigt ein lockeres Gefüge von Wiesland, Ackerland und Wald (Bois du Prévalot). Auf einer Kuppe östlich des Dorfes wird mit 667 m die höchste Erhebung von Fontenu erreicht. Das Plateau zeigt keine oberirdischen Fließgewässer, weil das Niederschlagswasser im Untergrund versickert, der aus durchlässigem Kalkstein besteht.

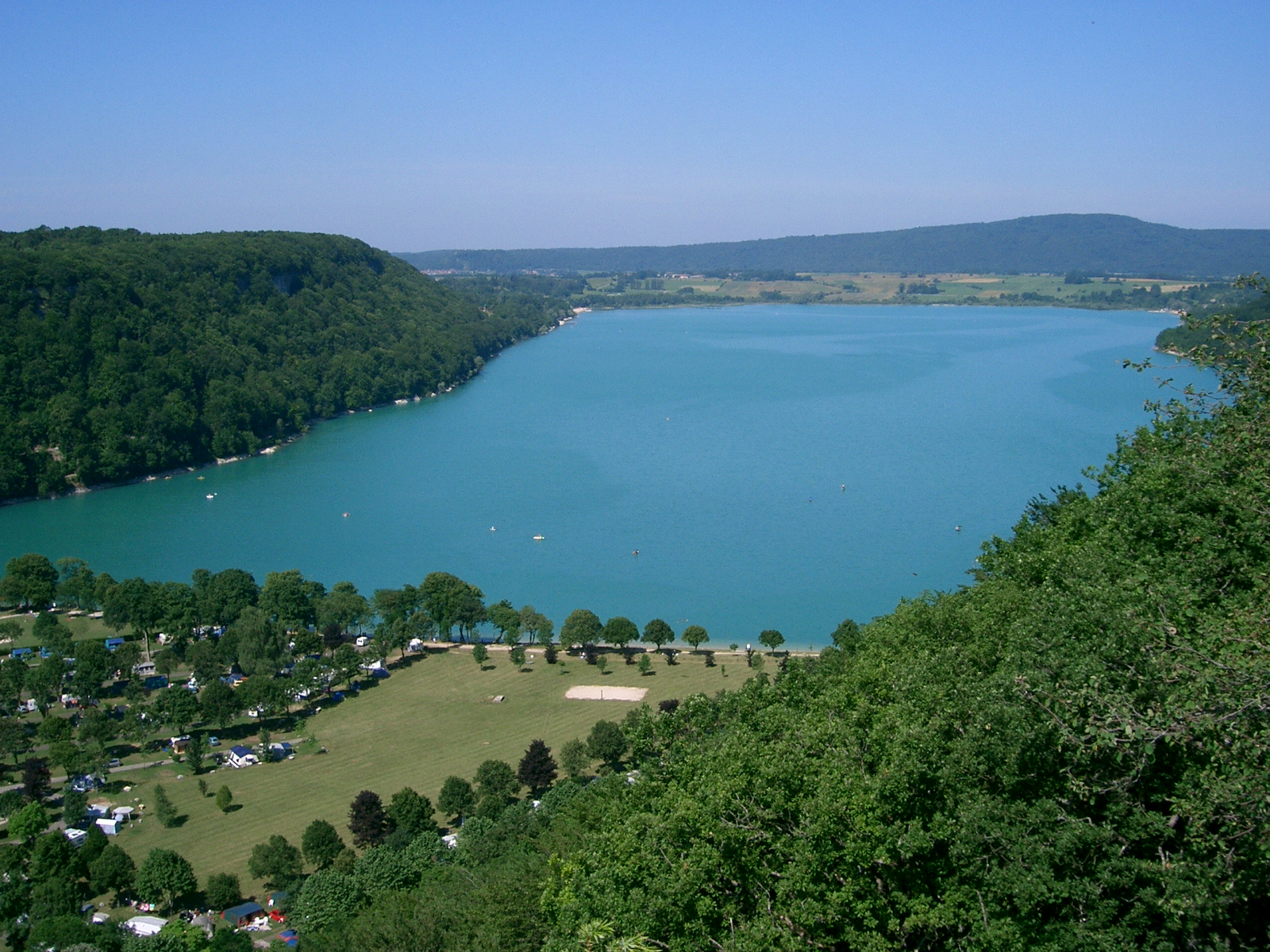
Blick auf den Lac de Chalain

Der westliche Gemeindeteil umfasst den ausgeprägten Talkessel von Chalain. Dieser Kessel, der zur Hauptsache vom Lac de Chalain (488 m) eingenommen wird, ist glazialen Ursprungs. Auf drei Seiten wird er von rund 100 m hohen, dicht bewaldeten Steilhängen flankiert, die im Bereich der Oberkante teilweise von Felswänden überragt werden. Im Norden befindet sich die Höhe des Bois de Marigny, im Osten das Plateau von Fontenu und im Süden die Höhe des Bois de la Frate. Nach Westen ragt der Lac de Chalain in die Senke der Combe d’Ain hinaus. Die gesamte Seefläche gehört zu Fontenu, wobei die Gemeindegrenze hier stets entlang dem moorigen Ufer verläuft.
Nachbargemeinden von Fontenu sind Mont-sur-Monnet im Norden, Saffloz und Chevrotaine im Osten, Songeson und Doucier im Süden sowie Marigny im Westen.

## Geschichte
Die Region um den Lac de Chalain kann auf eine sehr lange Siedlungstradition zurückblicken. Ausgrabungen am Westufer des Sees förderten Überreste einer Siedlung zutage, die vom Neolithikum bis zur Bronzezeit (in der Zeit von etwa 4000 bis 750 vor Christus) bewohnt war. Aus der gallorömischen Zeit und der Burgunderzeit sind einige Streufunde erhalten. 
Erstmals urkundlich erwähnt wird Fontenu im 12. Jahrhundert. Es gehörte seit dem Mittelalter zur Herrschaft Monnet. Zusammen mit der Franche-Comté gelangte Fontenu mit dem Frieden von Nimwegen 1678 an Frankreich. Auf der Schwemmebene östlich des Lac de Chalain wurde im 13. Jahrhundert das Jagdschloss Château de Chalain errichtet. Im Lauf der Zeit wurde es mehrfach umgebaut, bevor es 1945 einem Brand zum Opfer fiel.

## Sehenswürdigkeiten
Die am Rand des Hochplateaus stehende Kapelle Saint-Bonnet wurde im 17. Jahrhundert im spätgotischen Stil erbaut. Vom ehemaligen Château de Chalain sind die restaurierten Ruinen erhalten. Zu den Natursehenswürdigkeiten der Region zählt der Lac de Chalain.

## Bevölkerung
| Jahr                       | 1962 | 1968 | 1975 | 1982 | 1990 | 1999 | 2005 | 2017 |
| Einwohner                  | 68   | 52   | 50   | 47   | 35   | 40   | 49   | 75   |
| Quellen: Cassini und INSEE |      |      |      |      |      |      |      |      |

Mit 73 Einwohnern (Stand 1. Januar 2022) gehört Fontenu zu den kleinsten Gemeinden des Départements Jura. Nachdem die Einwohnerzahl in der ersten Hälfte des 20. Jahrhunderts markant abgenommen hatte (1881 wurden noch 202 Personen gezählt), wurden seit Beginn der 1970er Jahre nur noch geringe Schwankungen verzeichnet.

## Wirtschaft und Infrastruktur
Fontenu war bis weit ins 20. Jahrhundert hinein ein vorwiegend durch die Landwirtschaft, insbesondere Viehzucht und Milchwirtschaft, sowie durch die Forstwirtschaft geprägtes Dorf. Noch heute leben die Bewohner zur Hauptsache von der Tätigkeit im ersten Sektor. Einige Erwerbstätige sind auch Wegpendler, die in den umliegenden größeren Ortschaften ihrer Arbeit nachgehen.
Als Erholungsort in einem beliebten Ausflugsgebiet im westlichen Jura profitiert Fontenu heute auch vom Tourismus. Im Sommerhalbjahr gibt es am Lac de Chalain zahlreiche Möglichkeiten, Freizeit- und Wassersportaktivitäten zu betreiben. Auf der Schwemmebene am östlichen Seeufer befindet sich ein großer Campingplatz.
Die Ortschaft liegt abseits der größeren Durchgangsstraßen. Die Hauptzufahrt erfolgt von Doucier im Ain-Tal. Weitere Straßenverbindungen bestehen mit Marigny, Mont-sur-Monnet, Saffloz und Chevrotaine.